# Conus jucundus
Conus jucundus é uma espécie de gastrópode do gênero Conus, pertencente à família Conidae.